# Kupinovo (Wojwodina)
Kupinovo (cyr. Купиново) – wieś w Serbii, w Wojwodinie, w okręgu sremskim, w gminie Pećinci. W 2011 roku liczyła 1866 mieszkańców.